# 拉尚巴
拉尚巴（法語：La Chamba，法語發音：[la ʃɑ̃ba]）是法国卢瓦尔省的一个市镇，位于该省西部，属于蒙布里松区。

## 地理
拉尚巴（45°45'19"N, 3°45'27"E）面积5.2 平方千米，位于法国奥弗涅-罗讷-阿尔卑斯大区卢瓦尔省，该省份为法国中南部省份，北起顺时针与索恩-卢瓦尔省、罗讷省、伊泽尔省、阿尔代什省、上盧瓦爾省、多姆山省和阿列省接壤。
与拉尚巴接壤的市镇（或旧市镇、城区）包括：沃洛尔蒙塔涅、拉尚博尼、努瓦雷塔布勒、圣让拉韦特尔、沙尔马泽勒-让萨尼耶尔。
拉尚巴的时区为UTC+01:00、UTC+02:00（夏令时）。

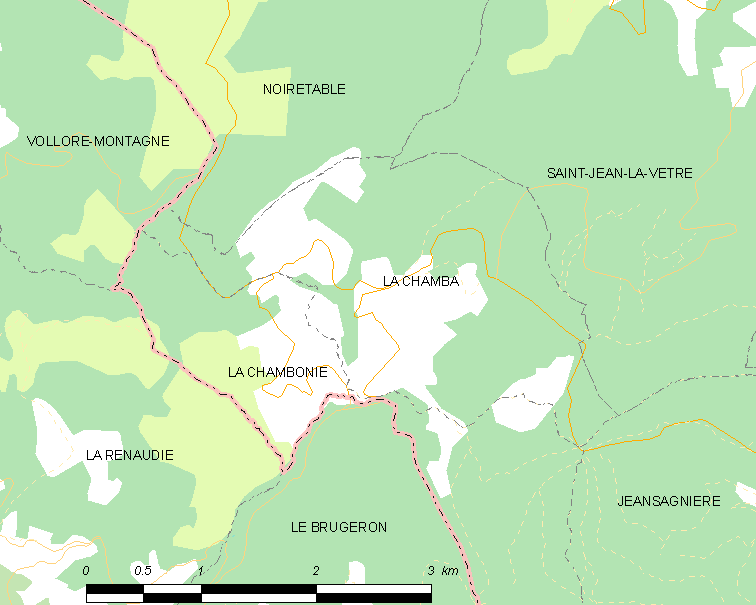
拉尚巴的OSM定位图

## 行政
拉尚巴的邮政编码为42440，INSEE市镇编码为42040。

## 政治
拉尚巴所属的省级选区为利尼翁河畔博安县。

## 交通
卢瓦尔省省道D101线和D101.3线经过境内。

## 人口

1962-2008年间拉尚巴人口变化图示

拉尚巴于2022年1月1日时的人口数量为44人。